# 何婧
何婧（1969年—），广东云浮人，汉族，中华人民共和国政治人物、第十一届全国人民代表大会广东地区代表。
毕业于广东省委党校经济管理专业。担任广东省云浮市云城区副区长。2008年起担任全国人大代表。